# Centralny Zarząd Zaopatrzenia Górnictwa
Centralny Zarząd Zaopatrzenia Górnictwa – jednostka organizacyjna  Ministerstwa Górnictwa, istniejąca w latach 1951–1972, powstała na bazie central zaopatrzenia górnictwa, mająca na celu organizowania, koordynowania i ustalania sposobu działania komórek organizacyjnych resortu górnictwa.

## Powołanie Zarządu
Na podstawie uchwały Prezydium Rządu z 1951 r. w sprawie utworzenia Centralnego Zarządu Zaopatrzenia resortu górnictwa i zakresu działania komórek zaopatrzenia w centralnych zarządach przemysłu i przedsiębiorstwach ustanowiono Zarząd. 

## Przedmiot działania Zarządu
Przedmiotem działania Zarządu było:
- ustalanie ilościowych limitów materiałowych dla poszczególnych centralnych zarządów przemysłu i zjednoczeń węglowych;
- współpraca przy ustalaniu limitów finansowych zaopatrzenia dla poszczególnych przemysłów;
- sporządzanie bilansów podstawowych surowców i materiałów;
- analiza i korekta przedłożonych przez centralne zarządy przemysłu projektów planu zaopatrzenia oraz sporządzanie projektu zbiorczego planu zaopatrzenia resortu;
- nadzór i koordynacja prac przy zawieraniu umów planowych (generalnych, bezpośrednich i szczegółowych), nadzór nad ich wykonaniem oraz koordynacja ustalonych przez centralne zarządy przemysłu harmonogramów ważniejszych dostaw;
- rozdział przydziałów materiałowych pomiędzy poszczególne centralne zarządy przemysłu i kontrola ich wykorzystania, gospodarka rezerwami przydziałowymi resortu i dokonywanie zmian przydziałowych;
- ustalanie normatywów zapasów dla poszczególnych przemysłów;
- analiza ustalonych norm zużycia oraz opracowywanie wniosków w sprawie ich zmiany;
- opracowywanie wytycznych metodologicznych i organizacyjnych w zakresie gospodarki materiałowej oraz jej kontrola;
- kontrolowanie akcji ujawniania i upłynniania nadmiernych remanentów oraz dokonywanie koniecznych przerzutów materiałowych w ramach resortu;
- kontrola realizacji planów zaopatrzenia poszczególnych przemysłów;
- sprawozdawczość i statystyka z zakresu zaopatrzenia materiałowego;
- opracowywanie wniosków w zakresie szkolenia kadr służby zaopatrzenia;
- opracowywanie wniosków w zakresie organizacji służby zaopatrzenia w górnictwie.

## Zakres działania działów  Zarządu
Zakres działania działów zaopatrzenia w centralnych zarządach (zarządach) przemysłu i zjednoczeniach węglowych obejmował:
- opracowywanie zbiorczych planów zaopatrzenia materiałowego jednostek podległych;
- sporządzanie rozdzielników w ramach uzyskanej puli materiałowej i kontyngentu oraz nadzór i koordynacja ich realizacji;
- zawieranie umów planowych zgodnie z wytycznymi Zarządu ;
- opracowywanie normatywów zapasów dla podległych jednostek;
- wnioski w sprawie zmian norm zużycia oraz współpraca przy ustalaniu wskaźników zużycia;
- nadzór nad gospodarką materiałową jednostek podległych centralnemu zarządowi przemysłu oraz instruktaż w tym zakresie;
- opracowywanie harmonogramów i kontrola wykonania ważniejszych dostaw;
- prowadzenie sprawozdawczości i statystyki z zakresu zaopatrzenia materiałowego.

## Zakres działania komórek Zarządu
Zakres działania komórek zaopatrzenia w przedsiębiorstwie był następujący:
- opracowywanie projektu planu zaopatrzenia materiałowego;
- zawieranie umów szczegółowych oraz bezpośrednich na zlecenie centralnego zarządu przemysłu;
- załatwianie wszelkich spraw związanych z zakupami i dostawą materiałów;
- prowadzenie magazynów;
- opracowywanie projektów norm zapasów;
- prowadzenie gospodarki materiałowej zgodnie z obowiązującymi przepisami;
- prowadzenie prac sprawozdawczo-statystycznych z zakresu zaopatrzenia materiałowego;
- kontrola zużycia materiałowego i współpraca przy ustalaniu norm zużycia.

## Zniesienie Zarządu
Na podstawie uchwały Rady Ministrów z 1972 r. w sprawie utraty mocy obowiązującej niektórych uchwał Rady Ministrów, Prezydium Rządu, Komitetu Ekonomicznego Rady Ministrów i Komitetu Ministrów do Spraw Kultury, ogłoszonych w Monitorze Polskim zlikwidowano Zarząd.